# Ganyra
Ganyra es un género  de mariposas de la familia Pieridae. Se encuentra en México.

## Especies
- Ganyra howarthi (Dixey, 1915)
- Ganyra josephina (Godart, 1819)
- Ganyra phaloe (Godart, 1819)